# Жак Одијар
Жак Одијар (фр. Jacques Audiard; Париз, 30. април 1952) француски је филмски редитељ, продуцент и сценариста. Један је од најнаграђиванијих француских филмских стваралаца у историји; његова међународна признања укључују Оскара, две награде БАФТА и три Златна глобуса. Држи рекорд за највише појединачних победа у историји награда Сезар, француских националних филмских награда, са 13 победа између 1995. и 2025. укључујући три одвојена трифекта за најбољи филм, најбољег редитеља и најбољи сценарио. Освојио је и четири награде Канског филмског фестивала.
Након што је интензивно радио као сценариста од 1970-их, Одијар је дебитовао као редитељ филмом Види како падају (1994), након чега су уследили Самопрозвани херој (1996) и Читај ми са усана (2001). Драма Откуцај који је моје срце прескочило (2005) сматра се филмом који га је прославио; донео му је награду БАФТА и први трифект Сезара, а други је уследио за затворску криминалистичку драму Пророк (2009), која је била номинована за Оскара за најбољи филм на страном језику. Након филма Дипан (2015), који је био углавном на тамилском језику и који му је донео Златну палму у Кану, дебитовао је на енглеском језику вестерном Браћа Систерс (2018) и потом на шпанском, мјузиклом Емилија Перез (2024). Емилија Перез је освојила Златни глобус за најбољи мјузикл или комедију и донела Одијару Оскара за најбољу оригиналну песму (за „El Mal”) заједно са номинацијама за најбољи филм, најбољег редитеља и најбољи адаптирани сценарио.